# Lanocira grebarree
Lanocira grebarree is een pissebed uit de familie Corallanidae. De wetenschappelijke naam van de soort is voor het eerst geldig gepubliceerd in 2011 door Bruce & Sidabalok.